# Bülacher Fibel

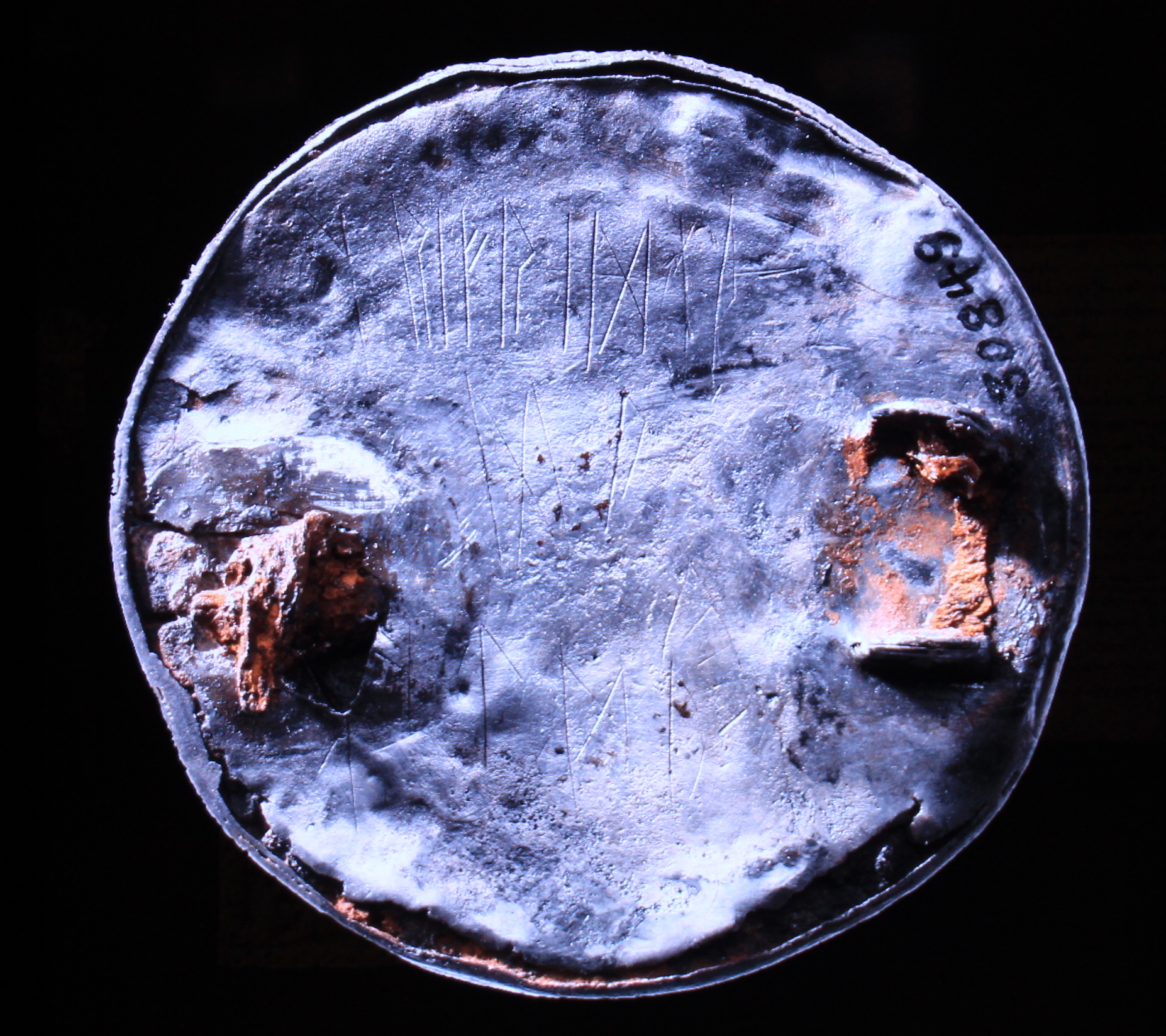
Die Runeninschrift auf der Bülacher Fibel

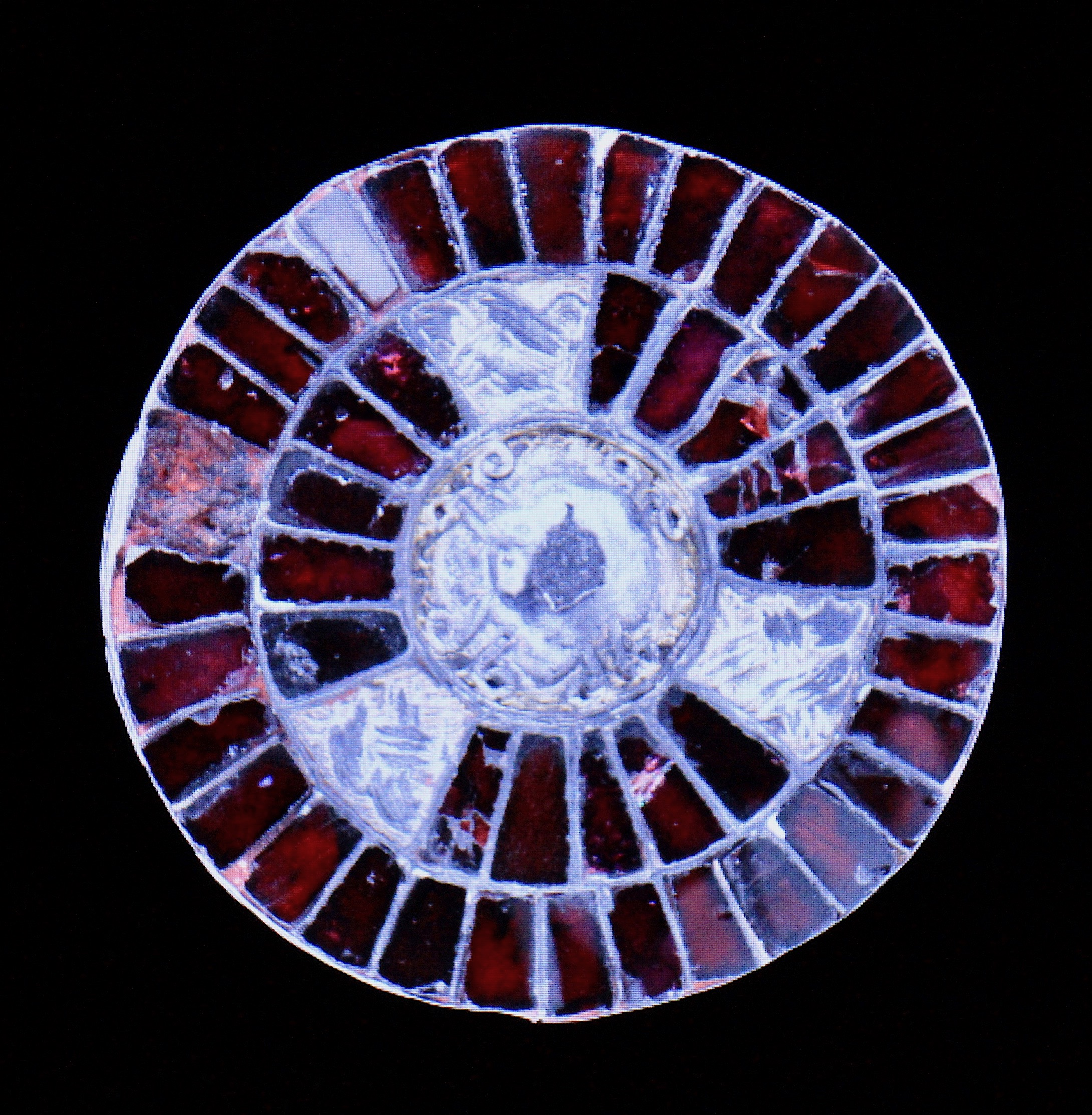
Rückseite

Die Bülacher Fibel ist eine Scheibenfibel (Gewandnadel) aus Silber mit Einlagen aus Almandin. Sie wird ins 6. Jahrhundert n. Chr. datiert und ist bisher der einzige Fund mit einer Runeninschrift in der Schweiz. Für die Herkunft der Fibel wird ein alamannischer oder ein fränkischer Hintergrund vermutet. Gefunden wurde die Fibel in der Stadt Bülach im Jahr 1927 im Gräberfeld «Im Füchsli». Die Fibel wird im Schweizerischen Landesmuseum in Zürich aufbewahrt.

## Beschreibung
Die Fibel hat einen Durchmesser von 4,4 cm. Die Schauseite mit einem filigran verzierten Mittelbuckel ist mit Silberblech belegt und hat einen ein silbernes Zellwerk mit Almandineinlagen in zwei äusseren Zonen. Die mittlere Zone ist dreigeteilt durch Silberblechstücke mit eingepresstem Flechtband-Ornament. Auf der Rückseite sind neunzehn Zeichen eingeritzt, achtzehn Runen und ein Fremdzeichen, dabei sechs linksgewendete Zeichen in allgemein rechtsläufiger, mehrzeiliger Inschrift. Der Nadelapparat ist nicht mehr erhalten.

### Inschrift
Die Runeninschrift ist in älterem Futhark verfasst. Sie lautet:
|          | Inschrift | Inschrift                                         | Eine deutsche Interpretation                          |
| -------- | --------- | ------------------------------------------------- | ----------------------------------------------------- |
| Zeile 1: | ᚠᚱᛁᚠᚱᛁᛞᛁᛚ | frifridil                                         | Friedel (mit kosender Reduplikation der ersten Silbe) |
| Zeile 2: | ᛞᚢ        | du                                                | du                                                    |
| Zeile 3: | ᚠᛏᛗᛁᚲ     | f(a)t(o)mik (plus ein komma-artiges Fremdzeichen) | fasse mich (und Fremdzeichen)                         |
| Zeile 4: | ᛚ ᛚ       | l l                                               | Zwei l-Runen (linksläufig) für Lauch bzw. Glied       |

### Hinweise zur Übersetzung
Die erste f-Rune in der 1. und f-Rune in der 3. Zeile sowie die k-Rune am Ende von Zeile 3 sind linksläufig.
Frifridil lässt sich mit einem althochdeutschen Männernamen Fridil verbinden, mittelhochdeutsch fridel. Denkbar ist auch das althochdeutsche Wort fridil, was mit Liebster, Geliebter oder Gatte übersetzt werden kann. Frifridil liesse sich dann etwa als Liebliebster übersetzen.
Die zwei Runen in der zweiten Zeile lauten du und lassen sich als das Personalpronomen du übersetzen. Zu erwarten wäre hier eigentlich die westgermanische Schreibform þu; die vorliegende Schreibform verweist bereits auf ein frühes Althochdeutsch.
Auffällig sind zudem die Schreibungen in der dritten Zeile der t-Rune und der k-Rune, für die im Alemannischen des 7. Jahrhunderts gewiss schon als Reibelaute gesprochenen Konsonanten ss und ch, die in der Runenschrift nicht vorgesehen sind.
Die weiteren Runen werden von verschiedenen Wissenschaftlern unterschiedlich gedeutet. Krause und Jankuhn übersetzen fri[d]fridil du f[a]t mik l l als du, mein Geliebter, umarme mich, Lauch! Lauch!, wobei die beiden l-Runen als Abkürzung für lauk «Lauch» gelesen werden, was Fruchtbarkeit oder Gedeihen meint. Klingenberg weist in diesem Zusammenhang darauf hin, dass Lauch in der Runenmagie und im Fruchtbarkeitszauber eine bedeutende Rolle als probates Mittel zur Bewahrung von Frische und Jugendlichkeit spielte und auch als Aphrodisiakum benutzt wurde.
Heinz Klingenberg weist bei der Lesart von frifridil [lid] du [fud] f[a]t[o] mik. (l)[au]k (l)[i]d l l auf eine mögliche Spiegelung der Runeninschrift hin. So ist lid eine Spiegelung von dil und das fud könnte als Spiegelung von du f gesehen werden. So entstehen Palindrome, denen wegen der zwei Leserichtungen eine magische Kraft zugesprochen wurde. Klingenberg glaubt, dass der Text wegen seiner erotischen Bedeutung zudem verschlüsselt und verkürzt sei. lid bedeutet «Glied» und fud «Vulva». In diesem Zusammenhang könnten die l-Runen als phallische Symbole gelesen werden, also wiederum als Kurzform von lid. So interpretiert, würde der Text übersetzt werden mit: [Dein] Liebliebster, [der] das Glied [hat] – Du, [die] die Vulva [hat], nimm mich in dich auf! Glied – Glied.
Stephan Opitz interpretiert den Text ähnlich wie Klingenberg: [Dein] Frifridil, [der das ] Glied [hat]: du, [die die] Vulva [hat], nimm mich in dich auf! – Lauch (Glied) – Lauch (Glied)
Spätere Forscher dagegen haben die l-Runen als bloss zufällige Kratzer interpretiert und die sexualisierte Lesart von Klingenberg und Opitz als Produkt einer angeregten Phantasie abgetan. Looijenga folgt dieser Sichtweise und liest die dritte Zeile zudem als a f tmu (ᚨ ᚠ ᛏᛗᚢ). Unbestritten ist jedoch auch bei den späteren Forschern die Lesart von frifridil als Anrede zwischen Liebenden.
Im Landesmuseum Zürich wird die Inschrift mit «Geliebter, du umfasse mich» übersetzt.

## Entstehungszeit und Herkunftsort
Joachim Werner ordnet die Fibel einem wahrscheinlich mittelrheinischen Werkstättenkreis zu und zeigt ihre Nähe zu den rechtsrheinischen Fibeln von Mayen und Schwarzrheindorf. Deshalb geht er davon aus, dass die Bülacher Fibel eher fränkisch als alamannisch sein dürfte. Bernhard Salin äusserte die Vermutung, dass die Kenntnis der Runen mit einer von Norden hervorbrechenden Strömung nach dem mittleren Europa gelangt sei. Max Martin unterstützt diese These mit dem Hinweis, dass weitere Funde aus dem mittleren und letzten Drittel des 6. Jahrhunderts nordischen Einfluss verraten, vereinzelt sogar als Importgut oder mit ihrem Besitzer aus dem Norden ins Gebiet der Westgermanen gelangt sei. Klingenberg setzt die Entstehungszeit der Fibel auf den Anfang des 7. Jahrhunderts nach Christus an, wodurch eine zeitliche Nähe zum Grab einer alamannischen Adligen in der reformierten Kirche Bülach gegeben wäre. Max Martin dagegen datiert die Entstehung der Fibel aus Bülach aufgrund jüngerer, gut datierbarer Grabfunde ins vierte oder beginnende letzte Fünftel des 6. Jahrhunderts nach Christus.
Die von Max Martin erwähnten Grabfunde mit Runenritzungen aus dem mitteleuropäischen Raum stammen auf die Zeit von 540 bis 600 nach Christus und gehören der westgermanischen Hemisphäre (Franken, Thüringer, Langobarden und Alamannen) an. Das ältere Futhark, die Runenschrift, die auf diesen Grabfunden verwendet wurde, ist in Nordeuropa in der Hemisphäre der Nord- und Ostgermanen dagegen viel länger und viel früher bezeugt. Die im Süden gefundenen Grabbeigaben aus dieser frühen Zeit weisen jedoch keine Runenritzungen auf. Die Tatsache, dass bei den im Süden gefundenen Grabfunden mit Runeninschriften aus dem Zeitraum von 570 bis 590 nach Christus die Ritzungen oft auf der unsichtbaren Unterseite der Objekte angebracht sind, lässt darauf schliessen, dass die Inschriften einem privaten, magischen Zweck gedient haben. Werner vermutet, dass der Kontakt mit der römischen Welt dazu geführt habe, dass die Runenschrift plötzlich für private Zwecke verwendet worden ist.

## Historischer Kontext
Nach dem Rückzug der römischen Truppen von der Rheinlinie des Obergermanisch-Raetischen Limes im frühen 5. Jahrhundert brachen nach 450 n. Chr. die Alamannen aus dem Gebiet des südlichen Deutschland zunächst in den Raum zwischen Eschenz, Zürich und Rafz ein. Die Endung -ach im Ortsnamen Bülach zeigt jedoch an, dass die Siedlungsbildung beim einstigen römischen Gutshof von Bülach nicht erst durch die Alamannen erfolgte, sondern dass schon während des Rückzugs der Römer keltische Siedler in Bülach ansässig waren und eine Siedlungsstruktur gründeten (keltisches Suffix -ako(s) > gallorömisch -acum: *praedium Pulliacum = Landgut des Pullius > ahd. Puillacha (828 n. Chr.)). Zwischen dem 4. und dem 5. Jahrhundert unterwarfen die Franken unter König Chlodwig und seinen Söhnen sukzessive die Gebiete der Alamannen und verwalteten sie als Herzogtum Alemannien. In diesem stand das untere Glatttal und damit auch das Gebiet des heutigen Bülach an wichtiger Lage zwischen den Mittelpunkten der Herrschaften zu Zürich, auf dem Hohentwiel und zu Ulm. Die Einwanderung in die Gegend von Bülach dürfte so stark gewesen sein, dass die alamannische Sprache allmählich über die keltische die Oberhand gewann.
In diese alamannische Zeit fällt auch die Einführung des Christentums in der Region. Um 610 nach Christus traten die irischen Missionare Columban und Gallus in der Ostschweiz auf. Ausgrabungen von Walter Drack in der reformierten Kirche Bülach aus dem Jahr 1968 belegen, dass diese Kirche bereits um das Jahr 650 nach Christus von einer alamannischen Adligen gestiftet und damit die Region früh christianisiert worden war.
Anders stellt Renata Windler die Siedlungsgeschichte um Bülach dar. Sie geht davon aus, dass sich kurz vor der Mitte des 6. Jahrhunderts eine kleine Gruppe von z. T. wohlhabenden Personen in der Nähe von Bülach niedergelassen hat. Es habe sich aber nicht um Alamannen gehandelt, sondern um Franken oder fränkisch geprägte Bevölkerungsgruppen. Dies schliesst Windler aus den ältesten Gräbern im Grabfeld Im Füchsli. Erst nach 580–600 habe in der Region von Bülach die Ansiedlung der Alamannen eingesetzt.
Aufgrund der ungeklärten Siedlungsfrage und der unterschiedlichen Theorien zu Entstehungszeit und Entstehungsort der Bülacher Fibel bleibt offen, ob sie einem alamannischen oder einem fränkischen Kontext zuzuordnen ist.

## Fundsituation
Die Fibel aus Bülach wurde in einer Tiefe von 1,10 Metern im Grab auf einem Gräberfeld im Gebiet der heutigen Strasse Im Füchsli gefunden und mit der Nummer 249 bezeichnet.
Es wird auf das 6. Jahrhundert nach Christus datiert. Ausser einem gut erhaltenen weiblichen Skelett enthielt das Grab als Beigaben eine Kette aus Glasperlen, in der Taille eine eiserne Gürtelschnalle mit zungenförmigem, dreinietigem Beschlag und an der linken Seite ein mit einem kleinen eisernen Plättchen am Gürtel befestigtes und von ihm herabhängendes Gürtelgehänge mit eisernen Kettenteilen, dazu Kamm, Messer und Schere. Zwischen dem rechten Ellbogen und der Wirbelsäule fanden sich ein Eisenring und – von diesem geringfügig überlagert – die Fibel aus Bülach, darunter lagen eine kleine kegelförmige Perle und eine kleine vergoldete Doppelperle aus dem 6. Jahrhundert nach Christus. Ein Grabphoto aus dem Jahr 1927 belegt, dass die Fibel zusammen mit dem Eisenring und den Perlen von der Toten nicht als Trachtenschmuck getragen wurde, sondern als Alt- oder Erbstück in der Eigenschaft eines Amuletts oder Talismans getragen und ins Grab mitgegeben worden war. Die auf der Rückseite der Fibel aus Bülach eingeritzten Runen könnten der Grund dafür gewesen sein.

## Das Grabfeld «Im Füchsli»
Das Gräberfeld Im Füchsli liegt 600 Meter nördlich der reformierten Kirche Bülach. Es spiegelt den rapiden Anstieg der örtlichen Bevölkerung im 7. Jahrhundert wider. Ob zum Gräberfeld ein geschlossenes Dorf oder mehrere Hofgruppen gehörten, müsste mit neuen Grabungen festgestellt werden. Weniger wahrscheinlich ist dagegen die Annahme, das Gräberfeld habe zur etwas entfernten Siedlung Bülach gehört.

### Die Ausgrabung
Schon 1860 machte man im Gebiet Im Füchsli die ersten Grabfunde. Als im Jahr 1919 bei Erdarbeiten weitere Gräber gefunden wurden, entsandte das Schweizerische Landesmuseum seinen Konservator Fernand Blanc, der in mehreren Grabungszeiten während der Jahre 1919 bis 1923 einen Grossteil der Gräber freilegte und wichtige Funde barg. Das Grab Nummer 249, in dem die Bülacher Fibel lag, wurde erst 1927 freigelegt. Abgeschlossen wurde die Grabung 1928. Insgesamt wurden bei den Grabungen des Schweizerischen Landesmuseums 299 Gräber mit 300 Bestattungen untersucht, davon 108 Männergräber, 71 Frauengräber und 29 Kindergräber. Bei 92 Gräbern konnte das Geschlecht des Bestatteten nicht bestimmt werden.
Die Belegung nahm um das Jahr 550 auf der ebenen Fläche oberhalb des Hanges ihren Ausgang. Im Hang selbst liegen die Gräber der ersten Hälfte des 7. Jahrhunderts, die Gräber südlich der Dachslenbergstrasse wurden wohl nach dem Jahr 650 angelegt. Im frühen 8. Jahrhundert wird der Friedhof aufgelassen worden sein.

### Das Fischfibelpaar

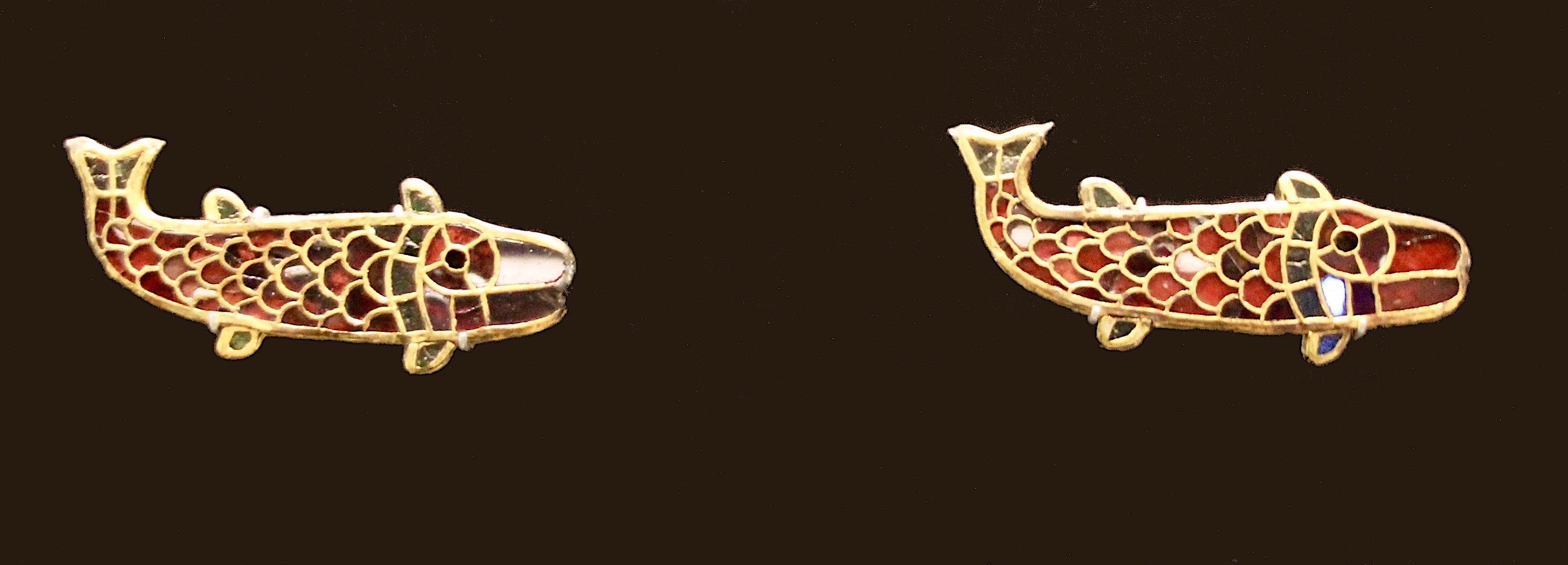
Fischfibelpaar

Im Grab mit der Nummer 14 wurde ein weiterer kostbarer und einzigartiger Fund gemacht: das cloisonnierte Fischfibelpaar. Jede Fibel ist 9 cm lang. Das Paar wurde übereinander liegend mit dem Schwanzende nach unten oberhalb des Beckens der Toten gefunden. Ein breiter Blassgoldstreifen bildet die Konturlinie eines schwimmenden Fisches, dessen Kopf und Schuppen mit planen Almandinen auf gewaffelter vergoldeter Silberfolie ausgelegt sind. Die runde Zelle des Auges war zur Zeit der Ausgrabung leer, war aber ursprünglich wohl mit einer farbigen Masse ausgefüllt. Das Stegwerk besteht aus Blassgold und ist in einen vergoldeten, 5 mm breiten Silberrahmen eingepasst, der auf der Rückenplatte aus Silberblech aufsitzt. Das Fischfibelpaar war 1973 auf einer Pro-Patria-Briefmarke abgebildet.